# Flygtningekonventionen
Flygtningekonventionen af 28. juli 1951 blev udarbejdet af FN i kølvandet på 2. verdenskrig. Målet med konventionen er at sikre, at alle flygtninge får de universelle menneskerettigheder, som FN formulerede i 1948.

## Konventionens artikel 1
Efter konventionens artikel 1, litra A, nr. 2, er en person flygtning, hvis den pågældende:
"…som følge af velbegrundet frygt for forfølgelse på grund af sin race, religion, nationalitet, sit tilhørsforhold til en særlig social gruppe eller sine politiske anskuelser befinder sig uden for det land, i hvilket han har statsborgerret, og som ikke er i stand til – eller på af sådan frygt ikke ønsker – at søge dette lands beskyttelse, eller som ikke har nogen statsborgerret, og på grund af sådanne begivenheder befinder sig uden for det land, hvor han tidligere havde fast bopæl, og ikke er i stand til – eller på grund af en sådan frygt ikke ønsker – at vende tilbage dertil".

## Ratificerede lande
Danmark underskrev flygtningekonventionen, som det første land i verden, 4. december 1952, og den har siden været grundlag for den danske asyllovgivning. 145 lande har underskrevet konventionen og 146 protokollen per 1. juli 2013. USA, Venezuela og Kap Verde har kun underskrevet protokollen (da disse lande ikke ønskede at tage europæiske flygtninge i efterkrigstiden), men Madagascar og St. Kitts og Nevis kun har underskrevet konventionen.

## Baggrunden for konventionen
Konventionen blev udarbejdet på en konference i Geneve 2.-25. juli 1951. Knud Larsen fra Danmark var præsident for konferencen, mens A. Herment fra Belgien og Talat Miras fra Tyrkiet var vicepræsidenter.
Konventionen er dateret 28. juli 1951 og blev underskrevet i Geneve 28. juli-31. august 1951 og New York 17. september 1951-31. december 1952. Konventionen trådte i kraft 22. april 1954, da 35 lande havde ratificeret den.
Konvention blev primært udfærdiget på baggrund af problemerne med at placere de mange flygtninge i Europa efter 2. Verdenskrig, og frem til 1967 hjalp konventionen stort set kun europæiske flygtninge. Men i 1967 tilføjede FN en protokol, der rettede op på denne mangel.

## Konventionens indhold
Konventionen definerer, hvem der er flygtning, og hvilken juridisk beskyttelse, og hvilke sociale rettigheder en flygtning skal modtage fra de nationer, der har underskrevet. Dernæst defineres flygtninges forpligtelser overfor værtslandet. Desuden pointeres det, at krigsforbrydere, og folk, der har begået forbrydelser mod menneskeheden, ikke er beskyttet af konventionen. Konventionen er fejlagtigt blevet kaldt for Genevekonventionen, fordi den blev nedskrevet i Geneve, men Flygtningekonventionen har ikke noget at gøre med Genevekonventionerne, der angiver alment gældende retningslinjer i krig, som alle krigsførende skal følge.

## Udvisning
Artikel 33. Forbud mod udvisning eller afvisning.
1. Ingen kontraherende stat må på nogensomhelst måde udvise eller afvise en flygtning ved grænserne til sådanne områder, hvor hans liv eller frihed ville være truet på grund af hans race, religion, nationalitet, hans tilhørsforhold til en særlig social gruppe eller hans politiske anskuelser.
2. Nærværende bestemmelse kan dog ikke påberåbes af en flygtning, som med rimelig grund må anses for en fare for det lands sikkerhed, i hvilket han befinder sig, eller som efter en endelig dom for en særlig farlig forbrydelse må betragtes som en fare for samfundet i det pågældende land.

## Eksterne links
- The UN Refugee Agency Arkiveret 23. september 2017 hos  Wayback Machine
- The 1951 Refugee Convention Arkiveret 17. maj 2013 hos  Wayback Machine